# Chris Nurse
Christopher Ronald Nurse (ur. 7 maja 1984 w Croydon) – gujański piłkarz pochodzenia angielskiego występujący na pozycji środkowego pomocnika, obecnie zawodnik amerykańskiego Carolina RailHawks.

## Kariera klubowa
Nurse urodził się w jednej z dzielnic Londynu, Croydon, w rodzinie pochodzenia gujańskiego. Jego starszy brat, Jon, również jest piłkarzem i występuje w reprezentacji Barbadosu.
Swoją karierę piłkarską Nurse rozpoczynał w szóstoligowym angielskim zespole Sutton United, występującym w Conference South. Po kilku miesiącach przeniósł się do grającego klasę wyżej Aldershot Town. Tam wybiegł na boisko tylko w jednym spotkaniu i powrócił do szóstej ligi, jednak tym razem północnej – Conference North. Tam reprezentował barwy Moor Green, Hinckley United i Tamworth, jednak bez większych sukcesów. W 2008 roku zdołał się przebić do piątej ligi angielskiej – Conference National – podpisując umowę ze Stevenage, gdzie rozegrał dwa spotkania i niebawem odszedł do siódmoligowego Halesowen Town z Southern Football League.
W 2009 roku Nurse wyjechał do Stanów Zjednoczonych, zostając zawodnikiem drugoligowego Rochester Rhinos, rozgrywającego swoje mecze w USL First Division. Spędził tam jeden sezon, podczas którego pomógł drużynie dotrzeć do ćwierćfinału fazy play-off. W późniejszym czasie powrócił do Anglii, gdzie przez kilka miesięcy występował w Telford United, z szóstej ligi. W 2010 był piłkarzem portorykańskiego Puerto Rico Islanders z drugiego poziomu rozgrywek amerykańskich – USSF Division 2 Professional League. Z ekipą Islanders triumfował zarówno w lidze, jak i w CFU Club Championship – jego zespół pokonał w finale trynidadzki Joe Public. Wystąpił również w Lidze Mistrzów CONCACAF, gdzie Islanders nie zdołali wyjść z fazy grupowej.
Wiosną 2011 Nurse podpisał umowę z Carolina RailHawks, grającym w drugiej lidze amerykańskiej – North American Soccer League.

## Kariera reprezentacyjna
Dysponujący podwójnym obywatelstwem Nurse mógł wybrać grę w reprezentacji Anglii lub reprezentacji Gujany. Ostatecznie wybrał drugą z wymienionych drużyn i w seniorskiej kadrze narodowej zadebiutował za kadencji selekcjonera Jamaala Shabazza – 7 listopada 2008 w przegranym 1:2 spotkaniu z Antiguą i Barbudą, w ramach kwalifikacji do Pucharu Karaibów. Brał udział w eliminacjach do Mistrzostw Świata 2014, gdzie po raz pierwszy w reprezentacji wpisał się na listę strzelców – 7 października 2011 w wygranej 2:0 konfrontacji z Barbadosem.